# Dansk IT
Dansk IT er en uafhængig interesseorganisation, der samler og styrker it-professionelle på tværs af Danmark. Organisationen arbejder for at fremme ansvarlig brug af teknologi og understøtte den digitale udvikling i både erhvervsliv og samfund. Siden grundlæggelsen i 1958 har Dansk IT spillet en central rolle i den danske it-verden og tilbyder et bredt udvalg af firmakurser, netværksgrupper og konferencer, der ruster medlemmerne til fremtidens digitale udfordringer.
Foreningen søger – uafhængigt af politiske tilhørsforhold, fagforenings- eller brancheforeningsinteresser – at udbrede anvendelsen af it til gavn for samfundet og den enkelte.
Dansk IT bygger på fem kerneværdier: faglighed, ansvarlighed, uafhængighed, dialog og troværdighed. Disse værdier danner grundlaget for organisationens arbejde – fra politisk indflydelse til videndeling og kompetenceudvikling. Med et stærkt fokus på både teknologi og mennesker skaber Dansk IT rammerne for en digital fremtid, der gavner samfundet som helhed.